# Dãy núi Verkhoyansk

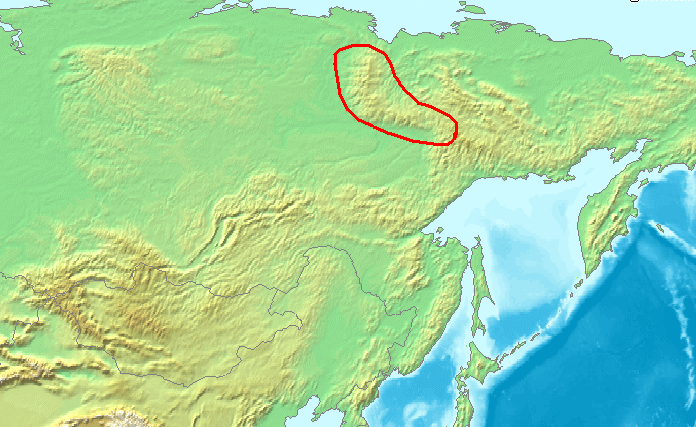
Vị trí địa lý của dãy núi Verkhoyansk

Dãy núi Verkhoyansk (tiếng Nga: Верхоянский хребет, Verkhojanskiy Khrebet; tiếng Yakut: Үөһээ Дьааҥы сис хайата, Üöhee Caañı sis xayata) là một dãy núi ở Cộng hòa Sakha, Nga. Nó là một phần của Dãy núi Đông Siberi.
Dãy núi này nằm ngay phía tây ranh giới của mảng kiến tạo Á-Âu và Bắc Mỹ. Các ngọn núi được hình thành bằng cách uốn nếp, và đại diện cho một nếp gấp lồi.
Dãy Verkhoyansk được bao phủ bởi các sông băng trong Thời kỳ Băng hà Cuối cùng và những ngọn núi ở phần phía bắc, chẳng hạn như Dãy núi Orulgan, hiển thị một cấu trúc điển hình của Alpine.
Có các mỏ than, bạc, chì, thiếc và kẽm ở vùng núi này.

## Địa lý
Nổi lên từ bờ Vịnh Buor-Khaya ở phía bắc, dãy núi này chạy về phía nam kéo dài khoảng 1000 km (600 mi.) băng qua Yakutia, phía đông của Vùng đất thấp Trung tâm Yakutian, và phía tây của Dãy Chersky, đến Cao nguyên Lena ở phía nam và Cao nguyên Yudoma-Maya ở phía đông nam. Nó tạo thành một vòng cung rộng lớn giữa sông Lena và Aldan ở phía tây và sông Yana ở phía đông. Điểm cao nhất của nó là 2.409 mét (7.904 ft) đỉnh cao ở phần giữa của dãy núi.
Dãy núi Verkhoyansk có độ dài cao hơn về phía đông nam, Dãy núi Suntar-Khayata, đôi khi được coi là một hệ thống dãy riêng biệt. Do đó, điểm cao nhất của dải theo nghĩa địa lý hạn chế là một đỉnh không có tên trong Dãy núi Orulgan. Dãy Skalisty (Dãy Rocky), điểm cao nhất 2.017 mét (6.617 ft), và Sette-Daban, điểm cao nhất 2.012 mét (6.601 ft), nằm ở hướng Đông Nam và cũng được coi là các dãy núi riêng biệt trong các tác phẩm địa lý cổ điển. Hai dãy núi này được nhà địa chất học Yuri Bilibin (1901-1952) cùng với kỹ sư khai thác mỏ Evgeny Bobin (1897-1941) khảo sát vào năm 1934 trong một chuyến thám hiểm do chính phủ Liên Xô cử tới. Sau khi tiến hành cuộc khảo sát địa hình đầu tiên của khu vực, Bilibin xác định rằng dãy núi Skalisty và Sette-Daban thuộc Hệ thống núi Verkhoyansk. Bilibin và Bobin cũng lần đầu tiên khám phá Cao nguyên Yudoma-Maya, tiếp giáp trực tiếp với Sette-Daban.